# Threlkeldia diffusa
Threlkeldia diffusa là loài thực vật có hoa thuộc họ Dền. Loài này được R. Br. miêu tả khoa học đầu tiên năm 1810.